# Киктенко, Владимир Константинович
Владимир Константинович Киктенко — советский хозяйственный, государственный и политический деятель.

## Биография
Родился в 1932 году в селе Коротном. Член КПСС с 1959 года.
С 1959 года — на хозяйственной, общественной и политической работе. В 1929—1989 гг. — на руководящих должностях в лёгкой промышленности Молдавской ССР, в аппарате ЦК КП Молдавской ССР, министр бытового обслуживания населения Молдавской ССР, первый секретарь Кишинёвского горкома КП Молдавской ССР, заместитель Председателя Президиума Верховного Совета Молдавской ССР.
В июле 1986 Киктенко был исключен из Бюро ЦК, а на его место был выдвинут Николай Цыу.
Избирался депутатом Верховного Совета Молдавской ССР 8-го и 9-го созывов, Верховного Совета СССР 10-го созыва.
Делегат XXVI съезда КПСС.